# 力浦区域
力浦區域（朝鲜语：／ Ryŏkpho guyŏk */?）是朝鮮民主主義人民共和國首都平壤直轄市的一個區域，位於直轄市中南部。
2008年人口82,548人。下分6洞。